# Euplectes hartlaubi
Euplectes hartlaubi là một loài chim trong họ Ploceidae.